# Iñaki Uriarte
Iñaki Uriarte Cantolla (Nueva York, 1946) es un articulista, crítico literario y escritor español, conocido por su diario literario. 

## Biografía
Con su primer libro, Diarios (1999-2003), ganó el Premio Euskadi de ensayo en castellano (2011) y el Premio Tigre Juan (2011). En 2019 reunió los tres volúmenes de sus diarios publicados hasta la fecha en un solo tomo, al que añadió un epílogo inédito.
En 2019, una selección de sus diarios se publicó en francés con el título de Bâiller devant Dieu (Bostezar ante Dios).
Uriarte es crítico literario del periódico vasco El Correo, donde también publica artículos de opinión.
Antonio Muñoz Molina ha señalado la influencia de los autores franceses en Uriarte, especialmente de Proust, Montaigne y Pascal, y dentro de la tradición española, ha emparentado el tono de estos diarios con el que emplean Pío Baroja y Josep Pla. Por su parte, Enrique Vila-Matas lo relaciona con Jules Renard y el filósofo Frédéric Schiffter con Cioran, Montaigne, Chamfort y Pascal.

## Obra
- Diarios (1999-2003). Logroño: Pepitas de Calabaza, 2010.
- Diarios (2004-2007). Logroño: Pepitas de Calabaza, 2011.
- Diarios (2008-2010). Logroño: Pepitas de Calabaza, 2015.
- Diarios. Epílogo. Logroño: Pepitas de Calabaza, 2019.

### Traducciones
- Bâiller devant Dieu. Traducción: Carlos Pardo. Prefacio: Frédéric Schiffter, Éditions Séguier: 2019.[6]